# Rannvá Andreasen
Rannvá Biskopstø Andreasen (født 10. november 1980) er en færøsk fodboldspiller, der spiller for KÍ Klaksvík i Færøernes topdivision for kvinder, 1. deild kvinnur. Fra 2004 til 2020 har hun spillet 56 landskampe for Færøernes kvindefodboldlandshold og scoret 27 mål. Hun har rekorden for mest scorende færøske landsholdspiller for både kvinder og mænd. Hun har også rekorden for flest scorede mål både for kvinder og mænd på Færøerne i Færøernes bedste liga, hun har pr. 17. oktober 2020 scoret 551 mål, alle for KÍ Klakvsvík og har spillet 406 kampe også alle for KÍ.

## Karriere

### Klubkarriere i den færøske liga
I 1995, som 14-årig, fik Andreasen sin debut i 1. deild kvinnur for KÍ Klaksvík i en 11–0 sejr mod HB Tórshavn. Hun afsluttede sin første sæson med 15 mål. I 1997 var hun topscorer i kvindernes topdivision for første gang, det var hun med 28 mål og KÍ vandt mesterskabet. I 2000 vandt KÍ både mesterskabet og Færøernes Cup, hvor KÍ slog HB 2-0 i finalen.
I 2013 havde KÍ vundet mesterskabet hver eneste sæson siden 2000, med Andreasen som topscorer 11 gange, heraf scorede hun hele 46 mål i 2003, hvilket er rekord.
Rannvá Andreasen scorede sit mål nummer 500 for KÍ i den færøske topliga den 12. juni 2016, det skete i en kamp mod B68 Toftir, som KÍ vandt 8-0.

### UEFA Women's Champions League
Andreasen har spillet 50 kampe og scoret 16 mål for KÍ i UEFA Women's Champions League, før kendt som UEFA Women's Cup. Her fik hun sin debut i oktober 2001, ved den første runde i den første sæson 2001–02, som blev holdt i Helsinki. Andreasen scorede begge mål for KÍ i åbningskampen, som KÍ vandt 2–1 over Østrigs USC Landhaus Wien, men derefter tabte holdet 4–0 mod værterne HJK og mod de italienske mestre Torres og blev udslået. Hun spillede sin 50. kamp i UEFA Women's Champions League den 28. august 2017 i en 6-1 sejr mod ŽFK Istatov fra Makedonien. KÍ var dog allerede slået ud af den 1. indledende runde i Champions League, efter at have tabt de første to kampe. Hun har frem til 29. august 2017 kun misset en enkelt kamp af alle KÍs kampe i UEFA Women's Champions League, det var den 13. august 2005. Årsagen var, at hun fik rødt kort to dage forinden.

## International karriere
Færøernes fodboldforbund (FSF) relancerede deres kvindelandshold i 2004 efter en otteårig pause. Andreasen spillede hele kampen i den første kamp, som var et 2-1 nederlag til Irland i en venskabeskamp. Kampen blev spillet den 12. oktober 2004, dagen før mændenes landshold spillede mod Irland på Lansdowne Road, Dublin.
I den næste kamp, en returkamp mod Irland på Oscar Traynor Centre i Dublin, scorede Andreasen i sjette minut til 1-0, men Irland slog tilbage og vandt kampen 2-1.
Andreasen var en del af truppen i 2005, der vandt Island Games i Shetland. Hun scorede to mål i en 3-0 sejr over Bermuda og scorede fire af målene i en 12-0 sejr over Guernsey i finalen.
Andreasens første kampe i UEFA turneringer var i kvalifikationen til EM i fodbold for kvinder 2009. I en indledende kvalifikations miniturnering, der blev holdt i Strumica, Makedonien, tabte Færøerne 2-1 til Wales og 1–0 til Kasakhstan, men derefter vandt de 7-0 over Makedonien. Andreasen scorede fire mål i sejren, som var den største, indtil de vandt 8–0 mod Andorra den 6. april 2015, hvor Rannvá Andreasen igen scorede fire mål.
I 2012 blev Andreasen og hendes KÍ holdkammerater Randi Wardum og Malena Josephsen på samme tid de første kvindelige fodboldspillere, der havde spillet 25 kampe for Færøerne.
Færøernes kvindelandshold spiller ikke direkte i VM kvalifikationen, i stedet spiller de i en indledende turnering mod de svageste hold i Europa. Færøerne har to gange spillet sig videre, og begge gange var Andreasen en del af truppen. Første gang holdet spillede sig videre til selve kvalifikationen var i 2014, da de vandt gruppe B med 7 point i prækvalifikationen. De andre hold i gruppen var Montenegro, Georgien og Litauen. Anden gang var i april 2017, da Færøerne vandt gruppe 4 med 9 point, som det eneste hold blandt alle grupperne, der havde vundet alle deres kampe. Den sidste afgørende kamp var mod Tyrkiet. Her spillede Rannvá Andreasen en afgørende rolle, da hun udlignede til 1-1, og senere afgjorde Milja Simonsen kampen ved at score til 2-1, som blev det endelige resultat.

## Hæder
- 20× Færøsk mester: 1997, 2000, 2001, 2002, 2003, 2004, 2005, 2006, 2007, 2008, 2009, 2010, 2011, 2012, 2013, 2014, 2015, 2016, 2019, 2020[10][11]
- 15× Færøsk pokalvinder: 2000, 2002, 2003, 2004, 2006, 2007, 2008, 2010, 2011, 2012, 2013, 2014, 2015, 2016, 2020
- 12× Topscorer i 1. deild kvinnur: 1997, 1998, 2002, 2003, 2004, 2006, 2008, 2009, 2010, 2011, 2012, 2014

## Internationale mål
Færøernes mål og resultater vises først.
| #  | Dato              | Stadion                                   | Modstandshold       | Scoring | Resultat | Turnering                                                       | Kilde  |
| -- | ----------------- | ----------------------------------------- | ------------------- | ------- | -------- | --------------------------------------------------------------- | ------ |
| 1  | 6. juni 2005      | Dublin, Irland                            | Irland              | 1–0     | 1–2      | Venskabskamp                                                    | [ 12 ] |
| 2  | 12. juli 2005     | Cunningsburgh, Shetland                   | Bermuda             | 1–0     | 3–0      | Island Games 2005                                               | [ 13 ] |
| 3  | 12. juli 2005     | Cunningsburgh, Shetland                   | Bermuda             | 3–0     | 3–0      | Island Games 2005                                               | [ 13 ] |
| 4  | 23. oktober 2006  | Stadion Kukuš, Strumica, Makedonien       | Nordmakedonien      | 2–0     | 7–0      | EM i fodold for kvinder 2009 kval.                              | [ 14 ] |
| 5  | 23. oktober 2006  | Stadion Kukuš, Strumica, Makedonien       | Nordmakedonien      | 3–0     | 7–0      | EM i fodold for kvinder 2009 kval.                              | [ 14 ] |
| 6  | 23. oktober 2006  | Stadion Kukuš, Strumica, Makedonien       | Nordmakedonien      | 4–0     | 7–0      | EM i fodold for kvinder 2009 kval.                              | [ 14 ] |
| 7  | 23. oktober 2006  | Stadion Kukuš, Strumica, Makedonien       | Nordmakedonien      | 7–0     | 7–0      | EM i fodold for kvinder 2009 kval.                              | [ 14 ] |
| 8  | 7. november 2007  | Panevėžys, Litauen                        | Letland             | 1–0     | 3–0      | UEFA venskabsturnering                                          | [ 15 ] |
| 9  | 25. oktober 2008  | Marijampolė, Litauen                      | Litauen             | 1–0     | 4–1      | UEFA venskabsturnering                                          | [ 16 ] |
| 10 | 12. maj 2008      | Luxembourg, Luxembourg                    | Letland             | 1–1     | 4–2      | UEFA venskabsturnering                                          | [ 17 ] |
| 11 | 12. maj 2008      | Luxembourg, Luxembourg                    | Letland             | 2–1     | 4–2      | UEFA venskabsturnering                                          | [ 17 ] |
| 12 | 15. maj 2008      | Luxembourg, Luxembourg                    | Luxembourg          | 1–0     | 4–2      | UEFA venskabsturnering                                          | [ 18 ] |
| 13 | 15. maj 2008      | Luxembourg, Luxembourg                    | Luxembourg          | 2–0     | 4–2      | UEFA venskabsturnering                                          | [ 18 ] |
| 14 | 11. april 2009    | Sportski park Podravac, Virje, Kroatien   | Kroatien            | 2–1     | 3–1      | UEFA venskabsturnering                                          | [ 19 ] |
| 15 | 13 April 2009     | NK Pitomača, Pitomača, Kroatien           | Bosnien-Hercegovina | 1–2     | 2–3      | UEFA venskabsturnering                                          | [ 20 ] |
| 16 | 28. november 2012 | Stade Jos Haupert, Niederkorn, Luxembourg | Luxembourg          | 1–0     | 6–0      | UEFA venskabsturnering                                          | [ 21 ] |
| 17 | 28. november 2012 | Stade Jos Haupert, Niederkorn, Luxembourg | Luxembourg          | 3–0     | 6–0      | UEFA venskabsturnering                                          | [ 21 ] |
| 18 | 6. april 2013     | LFF Stadium, Vilnius, Litauen             | Litauen             | 1–0     | 1–0      | Kval. til VM i fodbold for kvinder 2015 – UEFA Preliminær runde | [ 22 ] |
| 19 | 6. april 2015     | Victor Tedesco Stadium, Ħamrun, Malta     | Andorra             | 1–0     | 8–0      | Kval. til VM i fodbold for kvinder 2017 - Preliminær runde      | [ 23 ] |
| 20 | 6. april 2015     | Victor Tedesco Stadium, Ħamrun, Malta     | Andorra             | 2–0     | 8–0      | Kval. til VM i fodbold for kvinder 2017 - Preliminær runde      | [ 23 ] |
| 21 | 6. april 2015     | Victor Tedesco Stadium, Ħamrun, Malta     | Andorra             | 6–0     | 8–0      | Kval. til VM i fodbold for kvinder 2017 - Preliminær runde      | [ 23 ] |
| 22 | 6. april 2015     | Victor Tedesco Stadium, Ħamrun, Malta     | Andorra             | 7–0     | 8–0      | Kval. til VM i fodbold for kvinder 2017 - Preliminær runde      | [ 23 ] |
| 23 | 9. april 2015     | Victor Tedesco Stadium, Ħamrun, Malta     | Malta               | 1–0     | 4–2      | Kvalifikation til VM i fodbold for kvinder 2017                 | [ 24 ] |
| 24 | 4. august 2016    | Letland                                   | Estland             | 2–2     | 2–2      | Women's Baltic Cup                                              | [ 25 ] |
| 25 | 5. august 2016    | Riga, Letland                             | Litauen             | 1–0     | 1–0      | Women's Baltic Cup                                              | [ 25 ] |
| 26 | 11. april 2017    | Tórsvøllur, Tórshavn, Færøerne            | Tyrkiet             | 1–1     | 2–1      | Kval. til VM i fodbold for kvinder 2019 – Preliminær runde      |        |